# Seria 7400

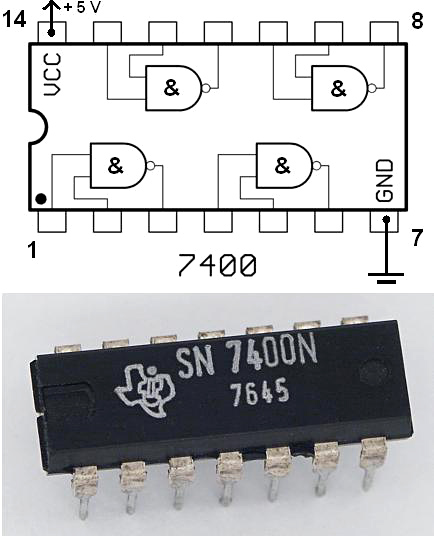
Układ 7400, rozpoczynający serię 74xx. Rozmieszczenie wyprowadzeń zasilania: GND – nr 7, oraz VCC – nr 14

Seria 7400 lub 74xx była jedną z najważniejszych historycznie serii monolitycznych układów scalonych. Oryginalną serię 74xx stanowiły układy typu Transistor-transistor logic (TTL) o napięciu zasilania 5 V. Do masowej produkcji wprowadziła te układy firma Texas Instruments w roku 1964. W okresie największej popularności układów TTL, przypadającym na lata 70. i 80., seria ta obejmowała ponad 300 pozycji katalogowych. W późniejszych czasach część układów oryginalnej serii 74xx pojawiła się w seriach pochodnych, wykonywanych w technologiach TTL-LS (o obniżonym poborze mocy) oraz S (o podwyższonej szybkości), opartych na tranzystorach Schottky’ego. W latach 90. układy bipolarne TTL zaczęły ustępować miejsca układom CMOS (Complementary MOS). Częściowo kompatybilne z układami serii 74xx są wciąż produkowane odpowiedniki serii HC i HCT oraz innych wymienionych poniżej.
W obrębie danej serii poszczególne układy scalone mogły być łatwo łączone ze sobą bez dodatkowych układów dopasowujących. Było to dużym ułatwieniem dla projektantów, którzy mogli skoncentrować się na logicznych aspektach tworzonego układu. Podczas łączenia układów z różnych serii, należy dodatkowo rozważyć dopasowanie poziomów napięć, szybkości pracy, oraz obciążalność wyjść.

## Serie pochodne
- Bipolarne:

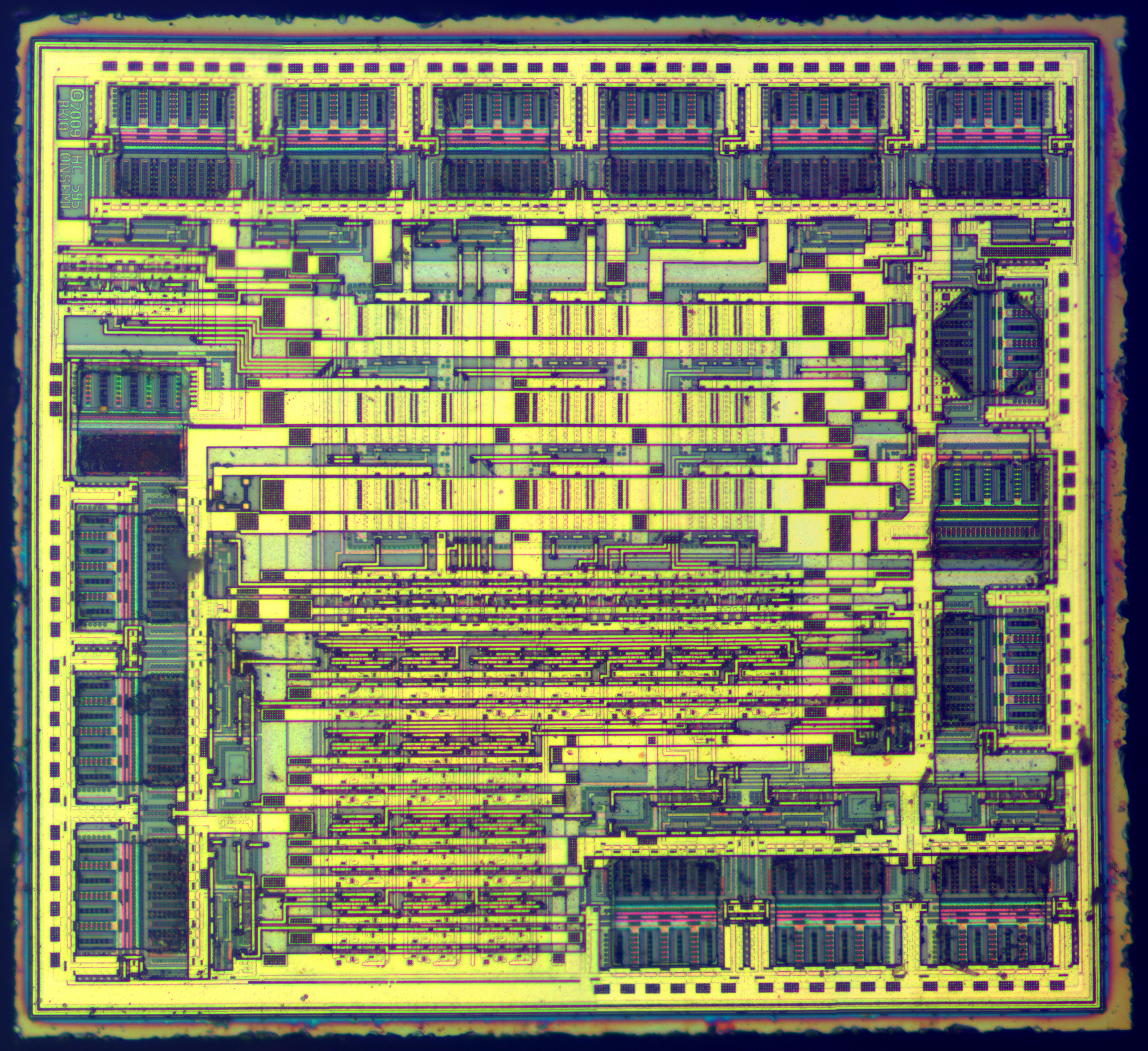
Układ 74HC595 – 8-bitowy rejestr przesuwający – wewnątrz

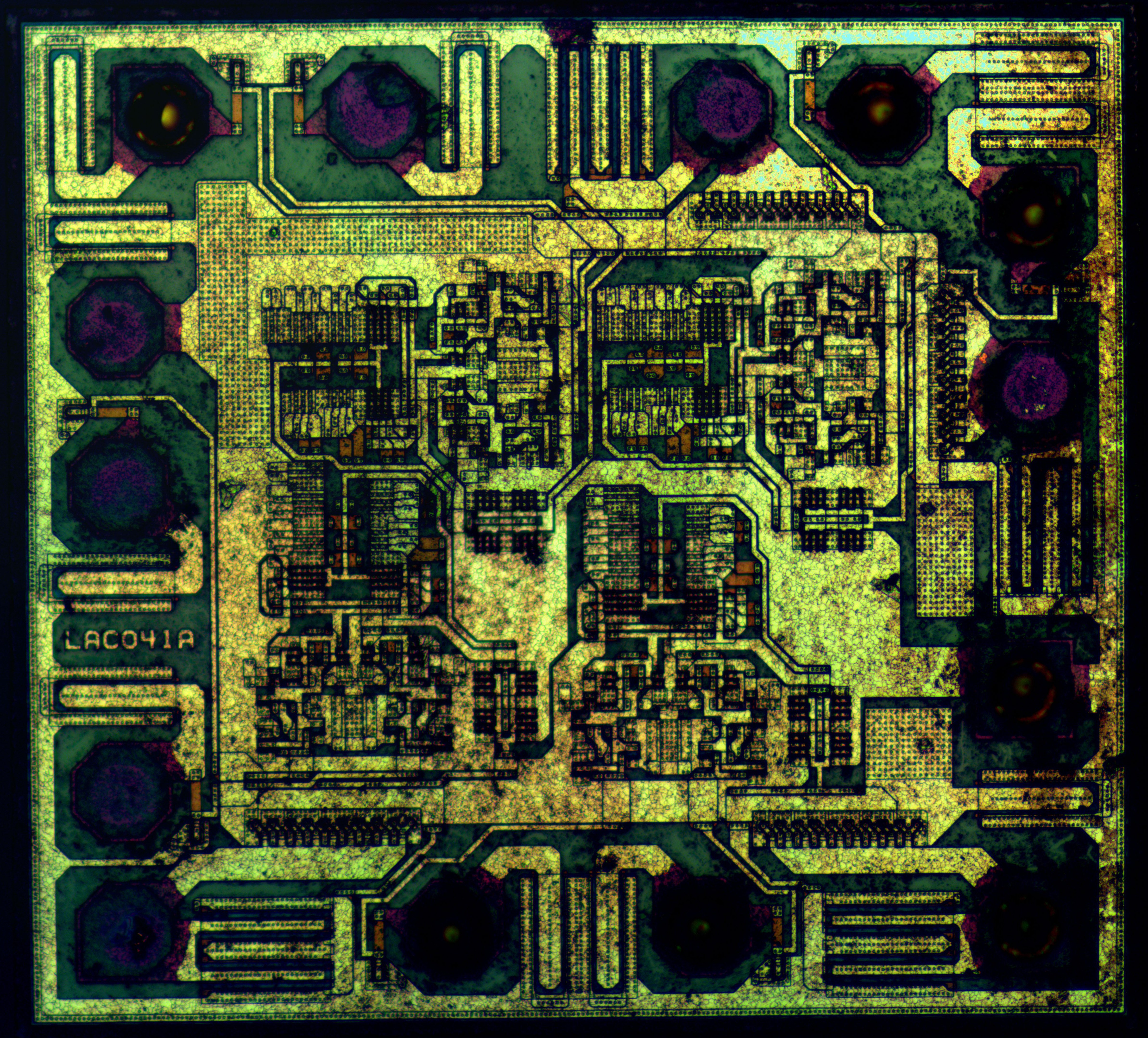
Struktura wewnętrzna układu 74AHC00D firmy NXP Semiconductors

  - L – o małym poborze mocy (ze względu na niską częstotliwość pracy szybko zastąpiona przez LS)
  - H – High speed (zastąpiona przez AS)
  - S – szybkie bramki z diodami Schottky’ego (zastąpiona przez LS i AS)
  - LS – szybkie bramki z diodami Schottky’ego o małym poborze mocy (najważniejsza obecnie seria – wyparła pozostałe)
  - AS – Advanced Schottky
  - ALS – Advanced Low Power Schottky
  - F – Fast (zbliżona szybkością do AS)

- BiCMOS – seria CMOS z poziomami na wejściach odpowiadającymi układom bipolarnym:
  - BCT – BiCMOS
  - ABT – Advanced BiCMOS

- CMOS:
  - C – jak podstawowa seria 4000
  - HC – układy CMOS o parametrach zbliżonych do TTL serii LS[1]
  - HCT – wersja serii HC o poziomach napięć kompatybilnych ze standardowymi układami TTL[1]
  - HCU – niebuforowane układy CMOS do pracy w zakresie liniowym, m.in. w generatorach kwarcowych i RC[1]
  - AC – Advanced CMOS, z parametrami między S a F
  - AHC – Advanced High-Speed CMOS, trzykrotnie szybsza od HC
  - ALVC – niskonapięciowe, zasilany z zakresu od 1,65 V do 3,3 V, czas propagacji (TPD) 2 ns
  - AUC – bardzo niskonapięciowe, zasilany z zakresu od 0,8 V do 2,7 V, czas propagacji (TPD) < 1,9 ns @ 1,8 V
  - FC – Fast CMOS, podobna do F
  - G – bardzo szybkie, pracujące przy częstotliwości do 1,125 GHz, napięcie zasilania 1,6–3,6 V
  - LCX – CMOS o napięciu zasilania 3 V, toleruje wyższe poziomy napięcia sygnałów do 5 V
  - LVC – niskonapięciowe – zasilany z zakresu od 1,65 V do 3,3 V, toleruje wyższe poziomy napięcia sygnałów do 5 V
  - LVQ – niskonapięciowe – 3,3 V
  - LVX – niskonapięciowe – 3,3 V, toleruje wyższe poziomy napięcia sygnałów do 5 V
  - VHC – Very High Speed CMOS.

Serie o oznaczeniu 54xx mają przeznaczenie militarne i są przystosowane do pracy w szerszym zakresie temperatur (od −55 do 125 °C) niż seria 74xx (od 0 do 70 °C), stąd obudowy serii 54xx są z reguły ceramiczne, zaś 74xx – plastikowe.
Układy poszczególnych serii mają kody postaci 74 (kod serii) (kod układu) – np. 74LS02 to układ poczwórny NOR typu Low Power Schottky. Nie we wszystkich seriach produkowany jest pełny asortyment układów.

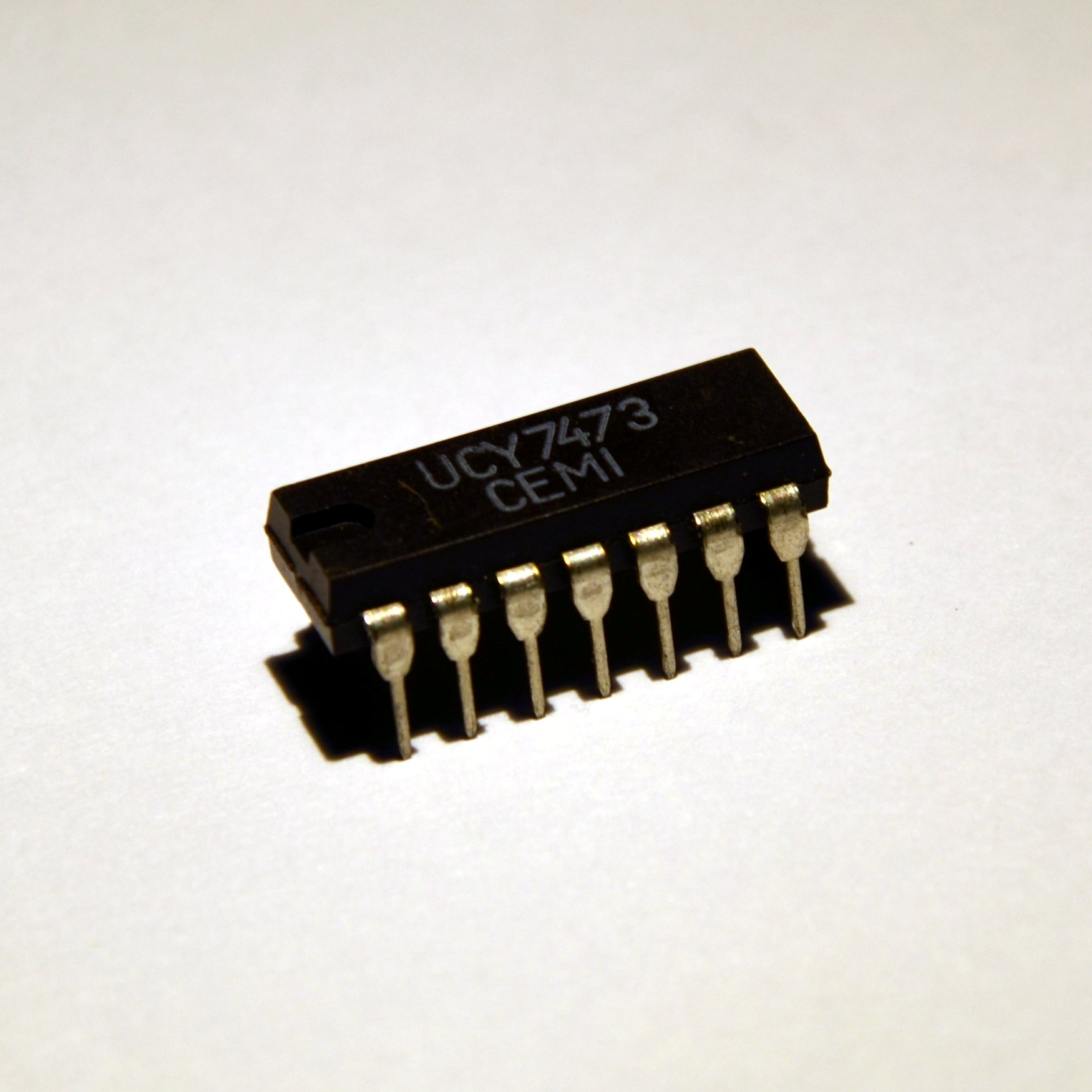
Układ polskiej produkcji

## Wybrane układy o niskiej skali integracji
- 7400: 4 × 2-wejściowa bramka NAND
- 7401: 4 × 2-wejściowa bramka NAND z otwartym kolektorem
- 7402: 4 × 2-wejściowa bramka NOR
- 7403: 4 × 2-wejściowa bramka NAND z otwartym kolektorem (inny układ pinów niż 7401)
- 7404: 6 × bramka NOT
- 7405: 6 × bramka NOT z otwartym kolektorem
- 7406: 6 × inwerter-wzmacniacz logiczny z wyjściem wysokonapięciowym i otwartym kolektorem
- 7407: 6 × wzmacniacz logiczny z wyjściem wysokonapięciowym i otwartym kolektorem
- 7408: 4 × 2-wejściowa bramka AND
- 7409: 4 × 2-wejściowa bramka AND z otwartym kolektorem
- 7410: 3 × 3-wejściowa bramka NAND
- 7411: 3 × 3-wejściowa bramka AND
- 7412: 3 × 3-wejściowa bramka NAND z otwartym kolektorem
- 7413: 2 × 4-wejściowa bramka NAND z przerzutnikiem Schmitta
- 7414: 6 × bramka NOT z przerzutnikiem Schmitta
- 7415: 3 × 3-wejściowa bramka AND z otwartym kolektorem
- 7416: 6 × inwerter-wzmacniacz logiczny z wyjściem wysokonapięciowym i otwartym kolektorem
- 7417: 6 × wzmacniacz logiczny z wyjściem wysokonapięciowym i otwartym kolektorem
- 7419: 6 × bramka NOT z przerzutnikiem Schmitta
- 7420: 2 × 4-wejściowa bramka NAND
- 7421: 2 × 4-wejściowa bramka AND
- 7422: 2 × 4-wejściowa bramka NAND z otwartym kolektorem
- 7423: 2 × 4-wejściowa bramka NOR z wejściem ekspanderowym i strobującym
- 7425: 2 × 4-wejściowa bramka NOR z wejściem strobującym
- 7426: 4 × 2-wejściowa bramka NAND do sterowania układów wysokonapięciowych
- 7427: 3 × 3-wejściowa bramka NOR
- 7428: 4 × 2-wejściowa buforowana bramka NOR
- 7430: 1 × 8-wejściowa bramka NAND
- 7432: 4 × 2-wejściowa bramka OR
- 7433: 4 × 2-wejściowa buforowana bramka NOR z wyjściem o otwartym kolektorze
- 7437: 4 × 2-wejściowa buforowana bramka NAND
- 7438: 4 × 2-wejściowa buforowana bramka NAND z wyjściem o otwartym kolektorze
- 7440: 2 × 4-wejściowa buforowana bramka NAND
- 7442: dekoder 4-bitowy z kodu BCD na 1 z 10
- 7443: dekoder 4-bitowy z kodu nadmiar 3 na 1 z 10
- 7444: dekoder 4-bitowy z kodu Graya na 1 z 10
- 7445: dekoder kodu BCD na 1 z 10
- 7446: dekoder-driver kodu BCD na kod 7-segmentowy, aktywny w stanie L, wyjścia o otwartych kolektorach 30 V
- 7447: dekoder-driver kodu BCD na kod 7-segmentowy, aktywny w stanie L, wyjścia o otwartych kolektorach 15 V
- 7448: dekoder-driver kodu BCD na kod 7-segmentowy, aktywny w stanie H
- 7449: dekoder-driver kodu BCD na kod 7-segmentowy, wyjścia o otwartych kolektorach
- 7450: 2 × bramka AND-OR z inwersją o 2 × 2 wejściach (jedna z bramek ma wejście ekspanderowe)
- 7486: 4 × 2-wejściowa bramka XOR
- 74181: 4-bitowa jednostka arytmetyczna (ALU)